# Porque te quiero así
Porque te quiero así fue una telenovela uruguaya producida y emitida por Canal 10, que se estrenó el 20 de julio de 2010 y finalizó el 1 de noviembre de 2011, con dos temporadas emitidas. 
Fue protagonizada por Coco Echagüe y Florencia Peña, antagonizada por Jorge Esmoris. Coprotagonizada por Ruben Rada, Gustaf van Perinostein, Noelia Campo, Humberto de Vargas, Virginia Ramos, Martín Cardozo, Florencia Zabaleta y Mauricio Jortak. Contó con la participación estelar de los primeros actores Cristina Morán y Adhemar Rubbo. En la segunda temporada se unieron al elenco principal Catherine Fulop, Diego Delgrossi, Graciela Rodríguez, Nicolás Furtado, Oriana Sabatini, Ariel Caldarelli, Rafael Beltrán y Gaspar Valverde.

## Producción
El lanzamiento oficial tuvo lugar en el Teatro Solís semanas antes del estreno en televisión.
La primera temporada de la ficción se estrenó el 20 de julio de 2010, y finalizó el 2 de noviembre de 2010 con 16 capítulos emitidos. Escrita por la argentina Adriana Lorenzón y producida en HD. El primer capítulo lideró en audiencia, obteniendo 14.8 puntos de rating en el horario central.
Por el éxito de la misma, se decidió hacer una nueva temporada, protagonizada por la actriz internacional Catherine Fulop. El lanzamiento tuvo lugar en una fiesta en Che Montevideo, el día del estreno. Comenzó el 26 de julio de 2011 y terminó el 1 de noviembre de 2011. El primer capítulo de la segunda temporada promedió 6.2 puntos de rating, bajando 8.4 en comparación con el de la primera temporada. Constó de 40 capítulos y 1 especial. En esta temporada se retiraron del elenco Florencia Peña, Ruben Rada y Mauricio Jortak y se unieron Graciela Rodríguez, Diego Delgrossi, Nicolas Furtado, Ariel Caldarelli, Rafael Beltrán, Lucía David de Lima, Ernesto Liotti y Gaspar Valverde.

## Sinopsis
La historia gira en torno de Susana Macedo (Florencia Peña), una abogada que vive en España, la cual decide volver a Montevideo a firmar los papeles de divorcio con su exesposo Washington Sosa (Jorge Esmoris), quienes estuvieron casados por diez años. En su vuelta se reencuentra con Miguel "Lito" González (Jorge Echagüe), con quien tuvo un romance pasional antes de mudarse a Europa. Su objetivo es no cruzarse con él para volver rápidamente a su país, pero todo cambia cuando su padre sufre un problema de salud que lo obliga a abandonar su cargo como presidente del Club Deportivo Olímpico.

## Episodios
| Temporada | Temporada | Episodios | Emisión Original    | Emisión Original       |
| Temporada | Temporada | Episodios | Comienzo            | Final                  |
| --------- | --------- | --------- | ------------------- | ---------------------- |
|           | 1         | 16        | 20 de julio de 2010 | 2 de noviembre de 2010 |
|           | 2         | 40        | 26 de julio de 2011 | 1 de noviembre de 2011 |

## Elenco y personajes
- Jorge Echagüe como Miguel "Lito" González.
- Florencia Peña como Susana Macedo (temporada 1).
- Jorge Esmoris como Washington Sosa.
- Ruben Rada como Nelson (temporada 1).
- Gustaf como Silvio.
- Cristina Morán como Chela.
- Noelia Campo como Carolina Macedo.
- Humberto de Vargas como Rubens Robaina.
- Virginia Ramos como Pochi.
- Martin Cardozo como Juanjo González.
- Florencia Zabaleta como Rosario González.
- Mauricio Jortak como Santiago (temporada 1).
- Adhemar Rubbo como Omar Macedo.
- Leonicio como Mascota del club.
- Catherine Fulop como Alejandra Guzmán (temporada 2).
- Diego Delgrossi como Julio (temporada 2).
- Graciela Rodríguez como Francesca Schiaretti (temporada 2).
- Nicolás Furtado como Ciro Schiaretti / Ciro González Guzmán (temporada 2).
- Oriana Sabatini como Rocío (temporada 2).
- Ariel Caldarelli como Giovanni Schiaretti (temporada 2).
- Rafael Beltrán como Pablo (temporada 2).
- Lucía David de Lima como Isabel (temporada 2).
- Ernesto Liotti como Ángelo (temporada 2).
- Gaspar Valverde como Darío (temporada 2).

## Premios y nominaciones
| Año  | Premio                  | Categoría                       | Dirigido a             | Resultado |
| ---- | ----------------------- | ------------------------------- | ---------------------- | --------- |
| 2010 | Premios Telemedios 2010 | Mejor ficción nacional          | Porque te quiero así   | Ganadores |
| 2010 | Premios Telemedios 2010 | Mejor producción nacional       | Porque te quiero así   | Nominados |
| 2010 | Premios Telemedios 2010 | Mejor programa nacional         | Porque te quiero así   | Nominados |
| 2010 | Premios Telemedios 2010 | Mejor actuación en ficción      | Jorge Esmoris          | Ganador   |
| 2010 | Premios Telemedios 2010 | Mejor actuación en ficción      | Jorge Echagüe          | Nominado  |
| 2010 | Premios Telemedios 2010 | Mejor actuación en ficción      | Gustaf van Perinostein | Nominado  |
| 2011 | Premios Iris de Uruguay | Mejor ficción                   | Porque te quiero así   | Ganadores |
| 2011 | Premios Iris de Uruguay | Mejor actor / actriz de ficción | Florencia Peña         | Ganadora  |
| 2011 | Premios Iris de Uruguay | Mejor actor / actriz de ficción | Jorge Esmoris          | Nominado  |
| 2011 | Premios Telemedios      | Mejor ficción nacional          | Porque te quiero así   | Nominados |
| 2011 | Premios Telemedios      | Mejor producción nacional       | Porque te quiero así   | Nominados |
| 2011 | Premios Telemedios      | Mejor actuación en ficción      | Graciela Rodríguez     | Nominada  |
| 2011 | Premios Telemedios      | Mejor actuación en ficción      | Diego Delgrossi        | Ganador   |
| 2011 | Premios Telemedios      | Mejor actuación en ficción      | Jorge Esmoris          | Nominado  |
| 2012 | Premios Iris de Uruguay | Mejor ficción                   | Porque te quiero así   | Nominados |